# 21753 Trudel
A 21753 Trudel (ideiglenes jelöléssel 1999 RJ180) a Naprendszer kisbolygóövében található aszteroida. A LINEAR projekt keretében fedezték fel 1999. szeptember 9-én.